# Wilazodon
Wilazodon – organiczny związek chemiczny stosowany jako lek przeciwdepresyjny. Preparat wilazodonu pod nazwą Viibryd został wprowadzony na rynek farmaceutyczny w USA w 2011 roku.

## Mechanizm działania
Wilazodon hamuje wychwyt zwrotny serotoniny i jest częściowym agonistą presynaptycznych receptorów serotoninergicznych 5-HT1A. Nie ma istotnego powinowactwa do innych receptorów, w tym 5-HT1D, 5-HT2A, i 5-HT2C, nie wpływa też na wychwyt zwrotny noradrenaliny i dopaminy. Ze względu na odmienny mechanizm działania zaliczany bywa do nowej grupy leków przeciwdepresyjnych, SPARI (częściowy agonista i inhibitor wychwytu zwrotnego serotoniny, ang. serotonin partial agonist-reuptake inhibitor).

## Farmakokinetyka
Biodostępność po podaniu doustnym wynosi 72%. Metabolizm zachodzi w wątrobie, głównie przy udziale izoenzymu cytochromu P450 CYP3A4. W mniejszym stopniu uczestniczą w nim izoenzymy CYP2C19 i CYP2D6.

## Wskazania
FDA zatwierdziła wilazodon do leczenia dużej depresji u dorosłych.

## Skuteczność
W badaniach klinicznych III i IV fazy wilazodon wykazywał skuteczność większą niż placebo i porównywalną z citalopramem. Profil bezpieczeństwa i działań niepożądanych wydaje się być zbliżony do innych leków z grupy SSRI.

## Preparaty
- Viibryd – tabletki 10, 20 i 40 mg